# Pleuroploca purpurea
Pleuroploca purpurea is een slakkensoort uit de familie van de Fasciolariidae. De wetenschappelijke naam van de soort is voor het eerst geldig gepubliceerd in 1849 door J.H. Jonas.